# Cottonwood (Idaho)
Pour les articles homonymes, voir Cottonwood.
Cottonwood est une ville située dans le comté d'Idaho, dans l'État de l'Idaho aux États-Unis.
La ville doit son nom aux cotonniers qui poussaient dans la région au milieu du XIXe siècle.

## Démographie
| 1910 | 1920 | 1930 | 1940 | 1950 | 1960  |
| ---- | ---- | ---- | ---- | ---- | ----- |
| 555  | 610  | 519  | 673  | 689  | 1 081 |

| 1970 | 1980 | 1990 | 2000 | 2010 | - |
| ---- | ---- | ---- | ---- | ---- | - |
| 867  | 941  | 822  | 944  | 900  | - |

Lors du recensement de 2010, sa population s'élevait à 900 habitants. La municipalité s'étend alors sur 0,84 mille carré (2,18 km2).